# Yo Yoghi!
Yo Yoghi! (Yo Yogi!) è una serie televisiva animata statunitense del 1991, prodotta da Hanna-Barbera Productions.
Basata sui personaggi di Orso Yoghi, Braccobaldo, Ernesto Sparalesto, Svicolone, Tatino e Tatone, Magilla Gorilla, Peter Potamus, Top Cat, Secret Squirrel, Squiddly Diddly, I due masnadieri, Wally Gator, Dick Dastardly e Muttley i due personaggi provenienti da Lo squadrone avvoltoi e Wacky Races, Ugo Lupo, Lupo de' Lupis, Atom Ant, Pixie e Dixie, Precious Pupp e Snooper e Blabber. Fu l'ultima serie televisiva di Yoghi ad essere prodotta dalla Hanna-Barbera, che chiuse poi i battenti dieci anni dopo nel 2001.
La serie è stata trasmessa per la prima volta negli Stati Uniti su NBC dal 14 settembre al 7 dicembre 1991, per un totale di 13 episodi. I primi sei episodi sono stati trasmessi in italiano su Raiuno dal 20 ottobre al 24 novembre 1996, all'interno del programma Aspetta la Banda, ma in seguito la serie è stata interrotta e sostituita da Orson & Olivia.

## Trama
I personaggi della serie sono in versione adolescenziale. Yoghi, Bubu, Cindy, Braccobaldo e Svicolone lavorano per l'agenzia investigativa LAF (Lost And Found), gestita dal capo della sicurezza John Smith, che in seguito sarà il ranger del parco di Jellystone. A loro si oppongono Dick Dastardly e il suo compagno Muttley, insieme a Roxie Bear, che cercheranno di metterli in difficoltà, ma falliscono e vengono spesso sconfitti.

## Episodi
| nº | Titolo originale                       | Titolo italiano             | Prima TV USA      | Prima TV Italia  |
| -- | -------------------------------------- | --------------------------- | ----------------- | ---------------- |
| 1  | Yo, Yogi!                              |                             | 14 settembre 1991 | 20 ottobre 1996  |
| 2  | Huck's Doggone Day                     |                             | 21 settembre 1991 | 27 ottobre 1996  |
| 2  | Grindhog Day                           |                             | 21 settembre 1991 | 27 ottobre 1996  |
| 3  | Jellystone Jam                         |                             | 28 settembre 1991 | 3 novembre 1996  |
| 4  | Mall Alone                             | Al buio che paura           | 5 ottobre 1991    | 10 novembre 1996 |
| 5  | Tricky Dickie's Dirty Trickies         | Gli sporchi trucchi di Dick | 12 ottobre 1991   | 17 novembre 1996 |
| 6  | Super Duper Snag                       | Il super doppio eroe        | 19 ottobre 1991   | 24 novembre 1996 |
| 7  | Mellow Fellow                          |                             | 26 ottobre 1991   |                  |
| 7  | Hats Off to Yogi                       |                             | 26 ottobre 1991   |                  |
| 8  | Polly Want a Safe Cracker              |                             | 2 novembre 1991   |                  |
| 9  | Mall or Nothing                        |                             | 9 novembre 1991   |                  |
| 9  | There's No Business Like Snow Business |                             | 9 novembre 1991   |                  |
| 10 | It's All Relative                      |                             | 16 novembre 1991  |                  |
| 10 | Barely Working                         |                             | 16 novembre 1991  |                  |
| 11 | Yippee Yo, Yogi!                       |                             | 23 novembre 1991  |                  |
| 11 | Of Meeces and Men                      |                             | 23 novembre 1991  |                  |
| 12 | Fashion Smashin'!                      |                             | 30 novembre 1991  |                  |
| 12 | To Tell the Truth, Forsooth            |                             | 30 novembre 1991  |                  |
| 13 | The Big Snoop                          |                             | 7 dicembre 1991   |                  |

## Personaggi e doppiatori

### Personaggi principali
- Orso Yoghi (in originale: Yogi Bear), voce originale di Greg Burson.
- Bubu (in originale: Boo Boo), voce originale di Don Messick.

### Personaggi ricorrenti
- Cindy, voce originale di Kath Soucie.
- Ranger Smith, voce originale di Greg Burson.
- Svicolone (in originale: Snagglepuss), voce originale di Greg Burson.
- Dickie "Dick" Dastardly, voce originale di Rob Paulsen.
- Muttley, voce originale di Don Messick.
- Atom la formica (in originale: Atom Ant), voce originale di Don Messick.
- Snooper, voce originale di Rob Paulsen
- Blabber, voce originale di Hal Smith.
- Braccobaldo Bau (in originale: Huckleberry Hound), voce originale di Greg Berg.